# 峄山镇

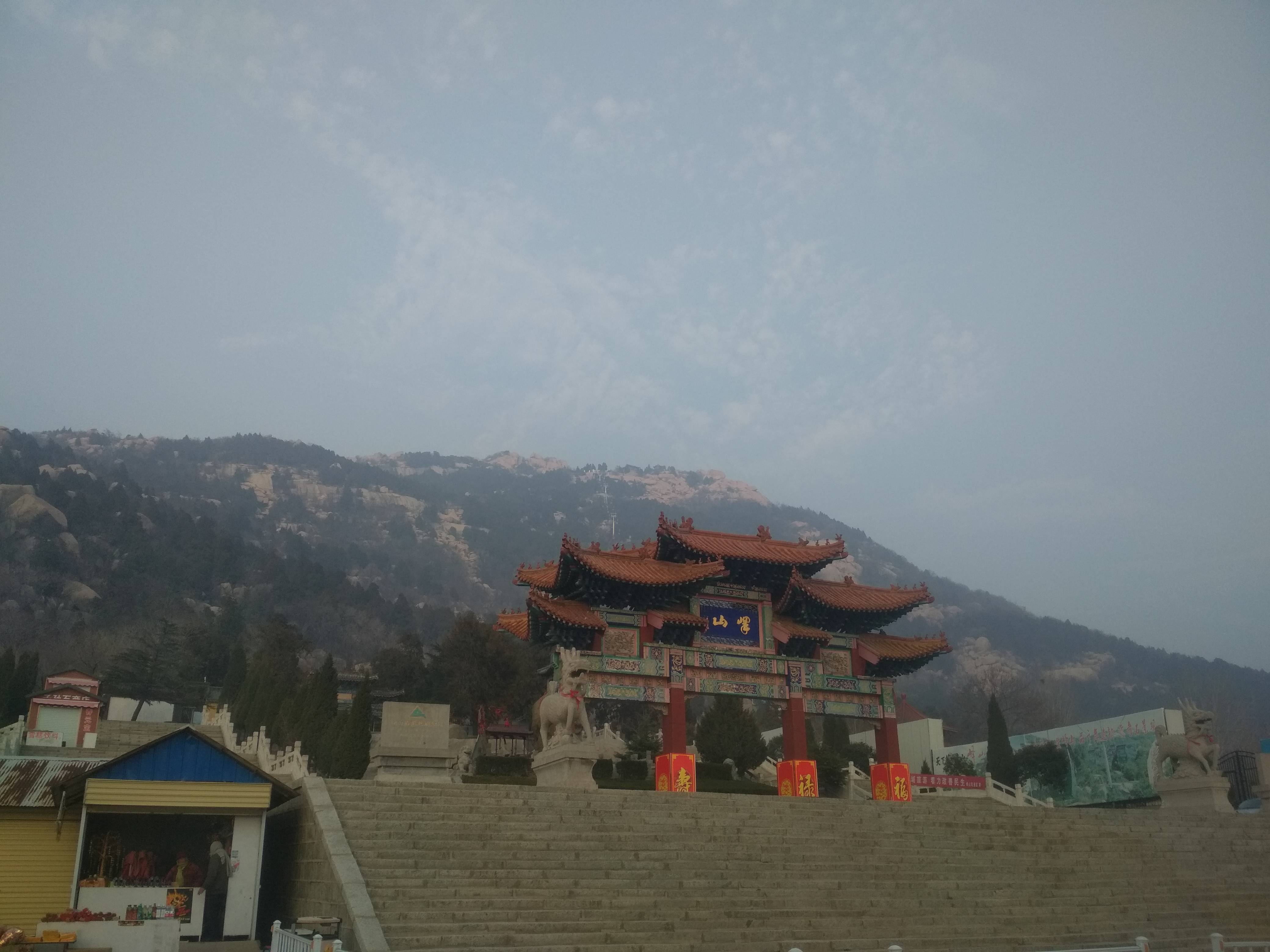
峄山风景区

峄山镇因辖区内峄山而得名，隶属山东省邹城市。峄山又名东山，位于邹城市东南12公里，与泰山南北对峙，山上多奇石怪石，在当地被誉为"岱南奇观"。

## 教育
公元2000年前，每村皆有小学，2000后，生源逐渐不足，遂或三村或两村合为一校。
有中学两所——两下店中学、峄山中学（在2003年两校已经合并为峄山中学），小学一所——峄山镇中心小学。